# Team (album)
Team – debiutancki album studyjny słowackiej grupy rockowej Team wydany na początku 1988 roku przez wydawnictwo Opus. Przygotowywanie materiału do albumu zespół rozpoczął w 1986 roku. Album sprzeda się w nakładzie ok. 250 tys. sztuk. Na albumie znalazły się takie przeboje jak „Nároční”, „Reklama na tich” i „Malá nočná búrka”. Album został nagrany w składzie: Pavol Habera (śpiew), Dušan Antalík (gitara), Ivan Válek (gitara basowa), Milan Dočekal (instrumenty klawiszowe), Ivan Marček (perkusja) i Bohuš Kantor (instrumenty klawiszowe).
W 1989 roku ukazała się wersja albumu z piosenkami w języku esperanto, zatytułowana Ora Team. Album wydała szwajcarska wytwórnia muzyczna LF-Koop we współpracy ze słowacką wytwórnią Opus. W Internecie opublikowano piosenki wraz z nieoficjalnymi teledyskami, stworzone przez esperantystów. W Słowacji album ukazał się pod nazwą Team en Esperanto na kasecie magnetofonowej. Tłumaczeniem piosenek na język esperanto zajął się menadżer zespołu Stano Marček, będący również nauczycielem tego języka i członkiem Akademii Esperanto.

## Lista utworów

### Team
| Team – wydanie na CD z 2001 roku | Team – wydanie na CD z 2001 roku                               | Team – wydanie na CD z 2001 roku |
| Nr                               | Tytuł utworu                                                   | Długość                          |
| -------------------------------- | -------------------------------------------------------------- | -------------------------------- |
| 1.                               | „Nároční” (Milan Dočekal/Daniel Hevier)                        | 5:06                             |
| 2.                               | „Reklama na ticho” (Július Kinček/Daniel Hevier)               | 3:38                             |
| 3.                               | „Máš moje číslo” (Pavol Habera/Daniel Hevier)                  | 4:15                             |
| 4.                               | „Tvoj malý strach” (Dušan Antalík/Milan Nemček)                | 4:14                             |
| 5.                               | „List od Vincenta” (Pavol Habera/Daniel Hevier)                | 3:42                             |
| 6.                               | „Malá nočná búrka” (Dušan Antalík/Pavol Jursa)                 | 4:03                             |
| 7.                               | „Na jednej lodi” (Milan Dočekal/Pavol Jursa)                   | 4:11                             |
| 8.                               | „Nemáš kam ísť” (Július Kinček/Peter Uličný)                   | 3:31                             |
| 9.                               | „Som v tom” (Dušan Antalík/Pavol Jursa)                        | 3:35                             |
| 10.                              | „Kto z nás dvoch sa lásky opýta?” (Július Kinček/Peter Uličný) | 3:59                             |
| 11.                              | „Ak nie si s nami” (Milan Dočekal/Pavol Jursa)                 | 4:39                             |
|                                  |                                                                | 44:53                            |

### Ora Team
1. „Volas ni” („Nároční”)
2. „Reklamo al silento” („Reklama na ticho”)
3. „Jen mia numero” („Máš moje číslo”)
4. „Via eta timo” („Tvoj malý strach”)
5. „Letero de Vincento” („List od Vincenta”)
6. „Sur la sama ŝipo” („Na jednej lodi”)
7. „Eta ŝtormo nokta” („Malá nočná búrka”)
8. „En kaĉ” („Som v tom”)
9. „Rakonta silentado” („Kto z nás dvoch sa lásky opýta?”)
10. „Nun ni plu kunas” („Ak nie si s nami”)

Źródło: 